# Plathymenia
Plathymenia foliolosa (ou Plathymenia reticulata), conhecida pelos nomes vulgares amarelo acende-candeia, amarelinho, candeia, oiteira, paricazinho, pau-amarelo, pau-de-candeia, vinhático-branco, vinhático-castanho, vinhático-da-mata, vinhático-do-campo, vinhático-do-mato, vinhático-rajado e vinhático-testa-de-boi é uma planta da família das Fabaceae, da subfamília das mimosoídeas e é a única espécie catalogada do género Plathymenia. Etimologicamente, o nome do género faz alusão ao fruto pleno de sementes chatas e largas (plathy), envoltas por membrana (hymenia). Registro Nacional de Cultivares 24.606.
Pensou-se inicialmente que houvesse duas espécies neste género: a Plathymenia reticulata, que habitaria o Cerrado e Plathymenia foliolosa, característica da Mata Atlântica. Em decorrência de estudos efetuados por Warwick e Lewis, em 2003, os dois nomes científicos passaram a ser considerados sinónimos.
O seu habitat distribui-se principalmente no Cerrado brasileiro, sendo encontrado espécimes mais robustas na Mata Atlântica e na Amazônia. Está presente também no Paraguai e na região das Missões Argentinas. Está ameaçada por perda de habitat.
É uma árvore de folha caduca. É uma árvore de importância económica, já que a madeira do seu tronco e raiz, de cor amarela e veios escuros, é de alta qualidade e usada em marcenaria de luxo, apreciada pela sua beleza, durabilidade e pela facilidade com que é trabalhada. É também útil na recuperação de áreas degradadas. Apresenta folhas bipenadas com folíolos ovais, flores brancas e pequenas em espigas cilíndricas, e vagens achatadas.

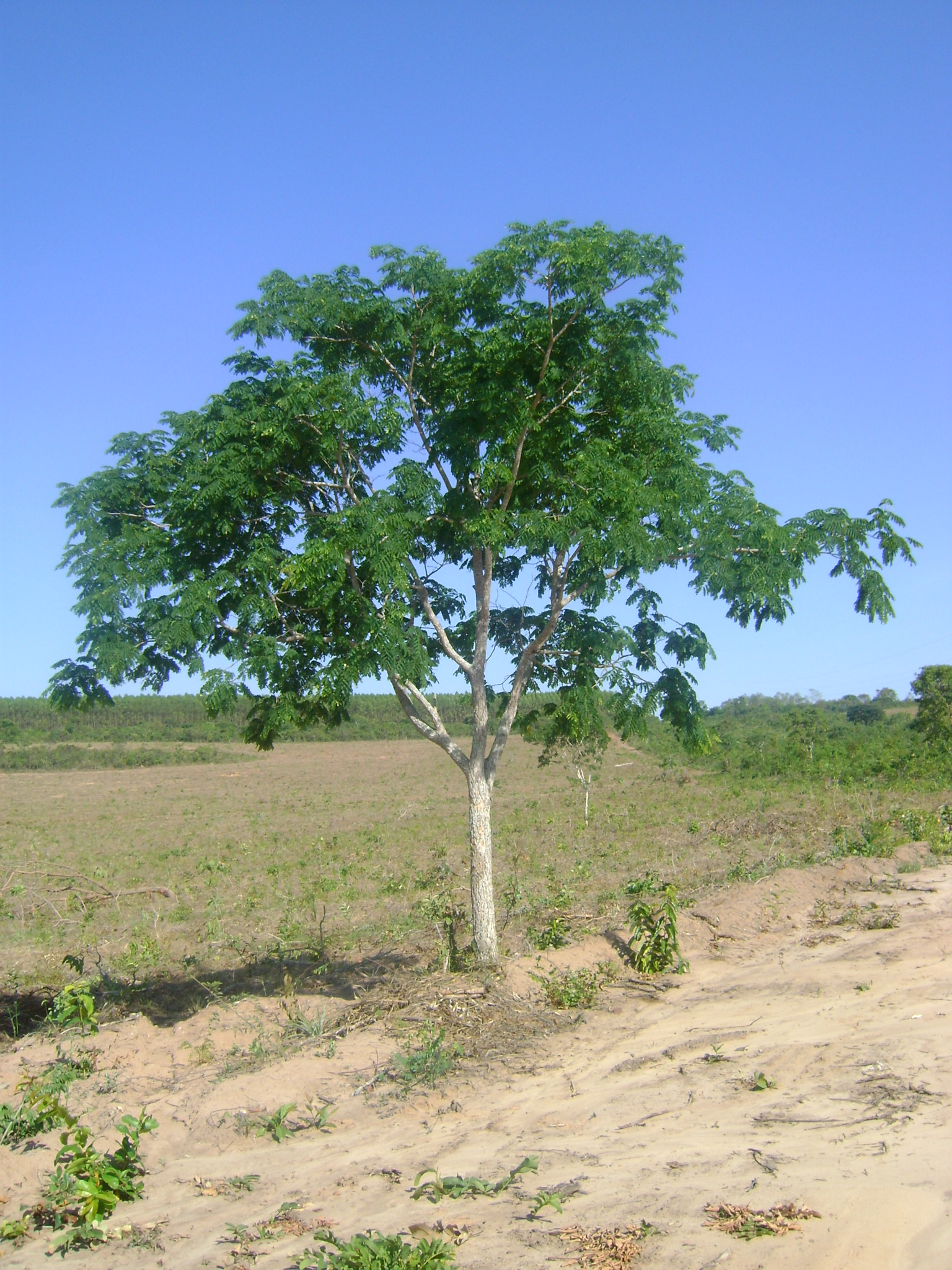
Árvore
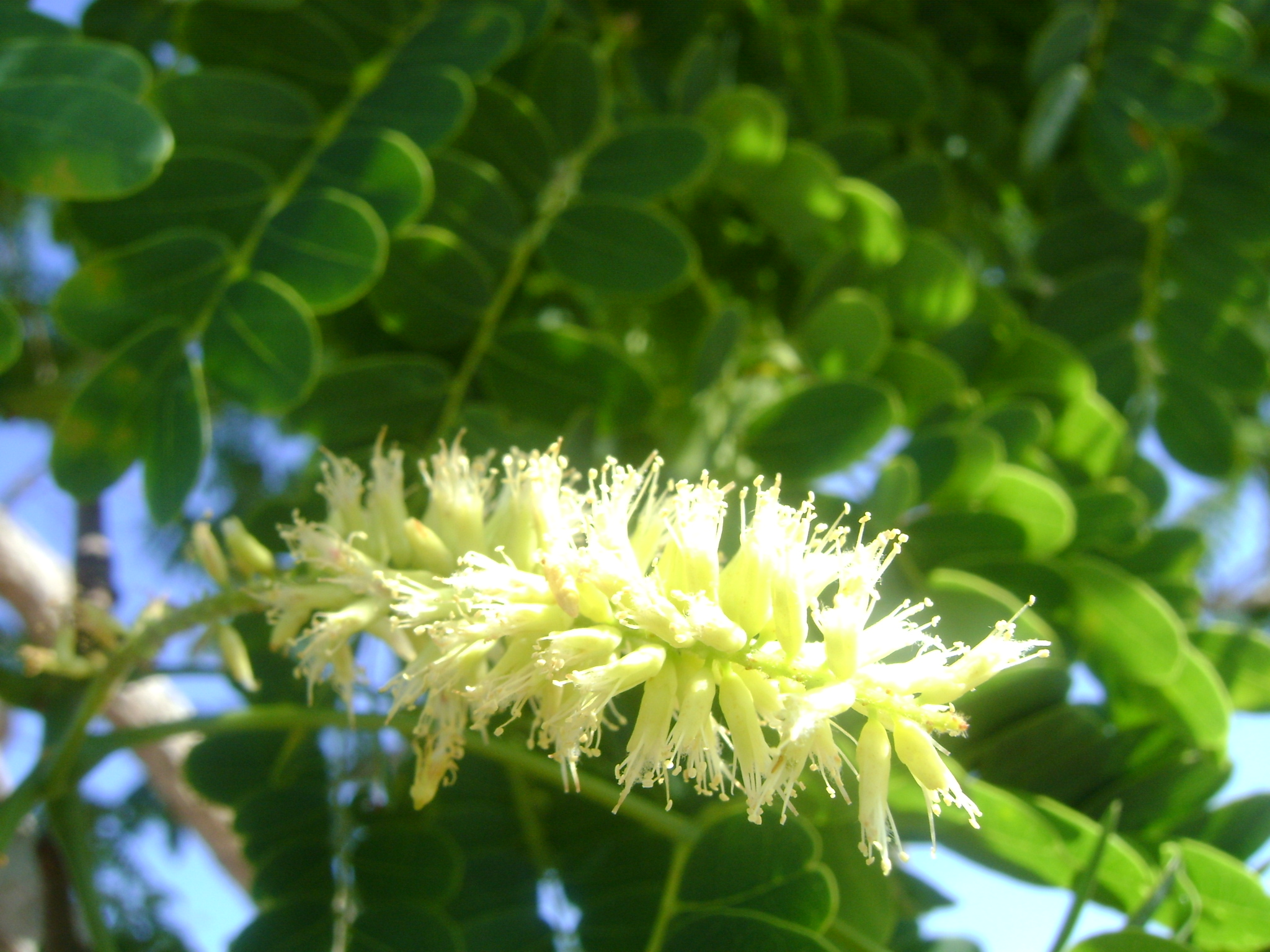
Flor
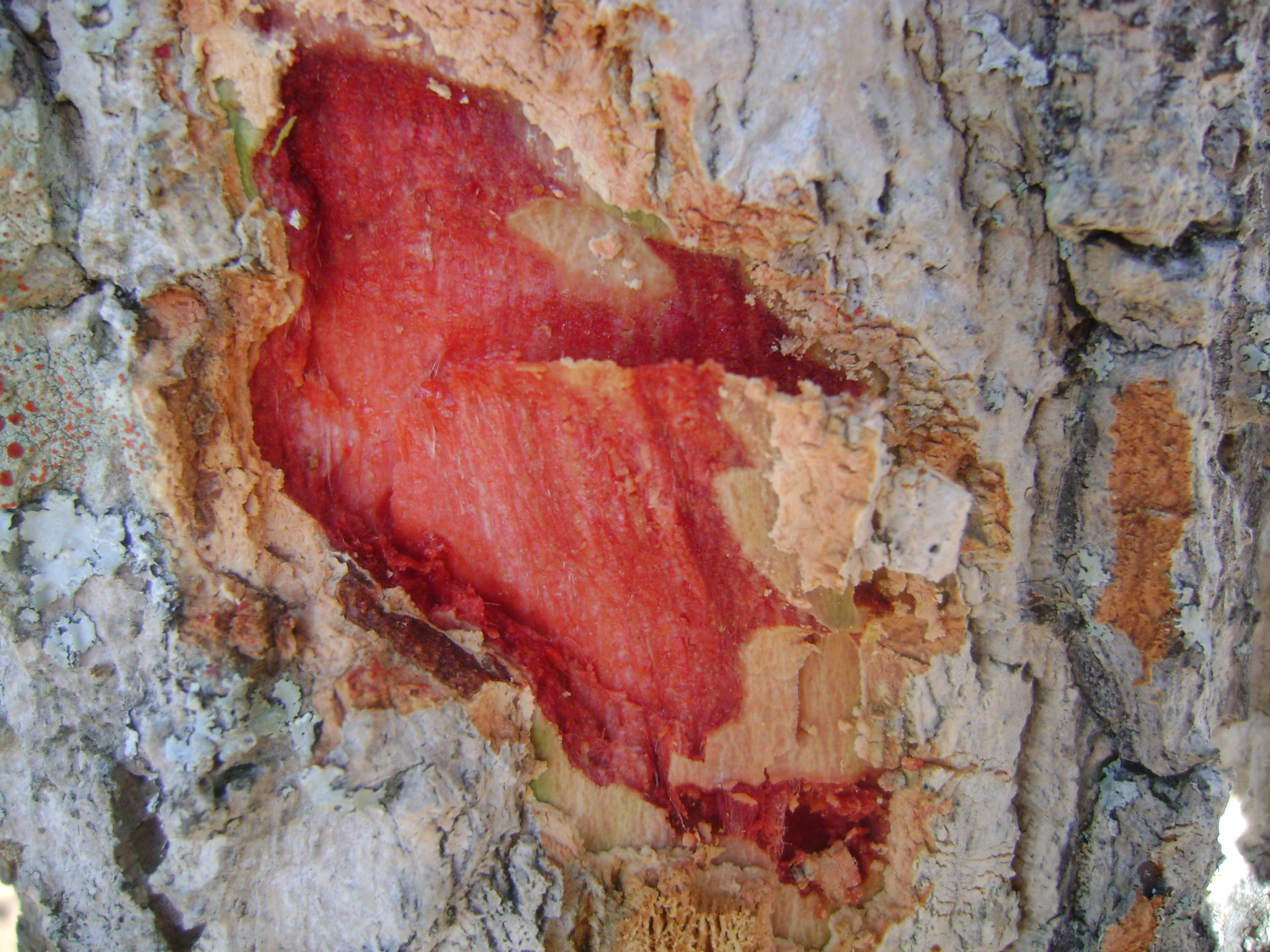
Detalhe do tronco